# Roman Aleksandrowicz
Roman Aleksandrowicz, właśc. Efroim Alexandrowicz (ur. 30 kwietnia 1882 w Krakowie, zm. 1940 w ZSRR) – doktor praw, adwokat, major audytor Wojska Polskiego II Rzeczypospolitej, ofiara zbrodni katyńskiej.

## Życiorys
Urodził się jako Efroim Alexandrowicz 30 kwietnia 1882 w Krakowie w rodzinie Oskara (właśc. Ozjasz) i Rozalii (właśc. Rosa) z domu Spira. Uczył się w C. K. Gimnazjum w Drohobyczu, gdzie w 1901 zdał egzamin dojrzałości. Kształcił się na Wydziale Prawa Uniwersytetu Lwowskiego do 1906, gdzie rok później uzyskał stopień doktora praw.
Jako jednoroczny ochotnik powołany do C. K. Armii w 1906 został żołnierzem 56 pułku piechoty. Tam ukończył naukę w szkole oficerów rezerwy i we wrześniu 1907 mianowany kadetem-aspirantem rezerwy. Potem odbywał ćwiczenia i w 1913 awansowany na podporucznika rezerwy.
Od 1913 był adwokatem w Drohobyczu. Po wybuchu I wojny światowej w sierpniu 1914 zmobilizowany do armii austriackiej i skierowany do 77 pułku piechoty. Miesiąc później został komendantem Stacji Etapowej w Starym Samborze, a wiosną 1915 komendantem magazynów mundurowych 2 Armii we Lwowie, zaś potem w Odessie do końca wojny. Od sierpnia 1915 porucznik.
Na przełomie 1918/1919 przebywał u brata w Wiedniu. W połowie 1919 przybył do Lwowa. Został referentem prawnym i zastępcą dyrektora w Zakładzie Narodowym im. Ossolińskich. Od września 1919 ponownie praktykował jako adwokat, prowadząc kancelarię przy ul. Aleksandra Fredry 8.
W 1920 został przyjęty do Wojska Polskiego i przydzielony do Sądu Wojskowego Okręgu Generalnego we Lwowie. Od połowy 1920 w stopniu kapitana ze starszeństwem z dniem 1 kwietnia 1920. 17 kwietnia 1920 przeniesiony do rezerwy. Został awansowany na stopień majora rezerwy w korpusie oficerów służby sądowej ze starszeństwem z dniem 1 czerwca 1919. W 1934 pozostawał na liście starszeństwa korpusu oficerów sądowych w grupie oficerów pospolitego ruszenia i pozostawał wówczas w ewidencji Powiatowej Komendy Uzupełnień Lwów Miasto. Należał do Związku Oficerów Rezerwy.
Po odejściu z armii w okresie II Rzeczypospolitej pozostawał adwokatem we Lwowie. W 1931 został skarbnikiem wydziału Związku Adwokatów-Obrońców Okręgu Sądu Apelacyjnego we Lwowie. Do 1939 nadal urzędował przy ul. Aleksandra Fredry 8.
Po wybuchu II wojny światowej i agresji ZSRR na Polskę z 17 września 1939 został aresztowany we Lwowie przez Sowietów jesienią tego roku. Był osadzony w tamtejszym więzieniu Brygidki, skąd 9 lutego 1940 przeniesiono go do więzienia na Zamarstynowie. W 1940 został zamordowany przez NKWD. Jego nazwisko znalazło się na tzw. Ukraińskiej Liście Katyńskiej opublikowanej w 1994 (został wymieniony na liście wywózkowej 55/2-81 oznaczony numerem 22). Ofiary tej zbrodni zostały pochowane na otwartym w 2012 Polskim Cmentarzu Wojennym w Kijowie-Bykowni.
Miał żonę Helenę z domu Dunikowską, oboje byli bezdzietni.

## Odznaczenia
- Brązowy Medal Zasługi Wojskowej na wstążce Krzyża Zasługi Wojskowej (Austro-Węgry)[4]
- Krzyż Pamiątkowy Mobilizacji 1912–1913 (Austro-Węgry)[4]